# Carollia benkeithi
Carollia benkeithi é uma espécie de morcego da família Phyllostomidae. Pode ser encontrada no Peru, Bolívia e Brasil.